# Campeonato Mundial Masculino de Curling de 2013
O Campeonato Mundial Masculino de Curling de 2013 foi disputado entre 30 de março e 7 de abril no Save On Foods Memorial Centre em Victoria, Canadá.

## Equipes participantes
As equipes participantes:
| Canadá | China | Chéquia |
| --- | --- | --- |
| Soo CA, Sault Ste. Marie Primeiro: Brad Jacobs Terceiro: Ryan Fry Segundo: E. J. Harnden Capitão: Ryan Harnden Reserva: Matt Dumontelle                    | Harbin CC, Harbin Primeiro: Liu Rui Terceiro: Xu Xiaoming Segundo: Ba Dexin Capitão: Zang Jialiang Reserva: Zou Dejia                         | Brno CK, Brno Primeiro: Jirí Snítil Terceiro: Martin Snítil Segundo: Jakub Bareš Capitão: Marek Vydra Reserva: Jindrich Kitzberger                        |
| Dinamarca | Finlândia | Japão |
| Hvidovre CC, Hvidovre Primeiro: Rasmus Stjerne Terceiro: Johnny Frederiksen Segundo: Mikkel Poulsen Capitão: Troels Harry Reserva: Lars Vilandt            | M-Curling, Vantaa Primeiro: Aku Kauste Terceiro: Jani Sullanmaa Segundo: Pauli Jäämies Capitão: Janne Pitko Reserva: Leo Mäkelä               | Karuizawa CC, Karuizawa Primeiro: Yusuke Morozumi Terceiro: Tsuyoshi Yamaguchi Segundo: Tetsuro Shimizu Capitão: Kosuke Morozumi Reserva: Yoshiro Shimizu |
| Noruega | Rússia | Escócia |
| Snarøen CC, Oslo Primeiro: Thomas Ulsrud Terceiro: Thomas Løvold[NOR] Segundo: Christoffer Svae Capitão: Håvard Vad Petersson Reserva: Markus Høiberg[NOR] | Moskvitch CC, Moscou Primeiro: Andrey Drozdov Terceiro: Alexey Stukalskiy Segundo: Alexey Tselousov Capitão: Petr Dron Reserva: Anton Kalalb  | Curl Aberdeen, Aberdeen Primeiro: David Murdoch Terceiro: Tom Brewster Segundo: Scott Andrews Capitão: Michael Goodfellow Reserva: Greg Drummond          |
| Suécia | Suíça | Estados Unidos |
| Karlstads CK, Karlstad Primeiro: Niklas Edin Terceiro: Sebastian Kraupp Segundo: Fredrik Lindberg Capitão: Viktor Kjäll Reserva: Oskar Eriksson            | CC Adelboden, Adelboden Primeiro: Sven Michel Terceiro: Claudio Pätz Segundo: Sandro Trolliet Capitão: Simon Gempeler Reserva: Benoît Schwarz | Granite CC, Seattle Primeiro: Brady Clark Terceiro: Sean Beighton Segundo: Darren Lehto Capitão: Phil Tilker Reserva: Greg Persinger                      |

Nota
- NOR. ^ Torger Nergård, que normalmente é o terceiro, não esteve presente no Mundial devido ao nascimento de seu filho, então Thomas Løvold, reserva, disputou as partidas em seu lugar.

## Primeira fase

### Classificação
| País           | Capitão         | V | D | PF | PS | EV | EP | EB | ERF | Arremesso (%) |
| -------------- | --------------- | - | - | -- | -- | -- | -- | -- | --- | ------------- |
| Escócia        | David Murdoch   | 8 | 3 | 75 | 62 | 47 | 46 | 11 | 11  | 86            |
| Suécia         | Niklas Edin     | 7 | 4 | 78 | 71 | 49 | 48 | 16 | 7   | 86            |
| Dinamarca      | Rasmus Stjerne  | 7 | 4 | 66 | 57 | 45 | 46 | 16 | 9   | 86            |
| Canadá         | Brad Jacobs     | 7 | 4 | 76 | 64 | 47 | 43 | 9  | 11  | 87            |
| Noruega        | Thomas Ulsrud   | 6 | 5 | 73 | 71 | 47 | 46 | 12 | 7   | 83            |
| China          | Liu Rui         | 6 | 5 | 71 | 62 | 51 | 40 | 16 | 16  | 87            |
| Suíça          | Sven Michel     | 6 | 5 | 68 | 62 | 44 | 41 | 21 | 6   | 86            |
| Chéquia        | Jiri Snítil     | 6 | 5 | 69 | 72 | 44 | 46 | 15 | 6   | 81            |
| Estados Unidos | Brady Clark     | 5 | 6 | 73 | 75 | 44 | 45 | 16 | 5   | 80            |
| Rússia         | Andrey Drozdov  | 3 | 8 | 55 | 74 | 42 | 49 | 14 | 9   | 80            |
| Japão          | Yusuke Morozumi | 3 | 8 | 67 | 79 | 48 | 54 | 9  | 6   | 81            |
| Finlândia      | Aku Kauste      | 2 | 9 | 62 | 82 | 44 | 49 | 11 | 12  | 79            |

## Playoffs
Nos playoffs, a equipe classificada em primeiro lugar enfrenta a segunda colocada, e a terceira enfrenta a quarta. A equipe vencedora do primeiro jogo se classifica para a final, enquanto a perdedora enfrenta a vencedora do segundo jogo na semifinal. As vencedoras da semifinal avançam à final e as perdedoras disputam o bronze contra a perdedora do segundo jogo dos playoffs.
|  | Playoff | Playoff   | Playoff |   |   | Semifinal | Semifinal | Semifinal |   |        | Final | Final  | Final |
|  |         |           |         |   |   |           |           |           |   |        |       |        |       |
|  | 1       | Escócia   | 5       |   |   |           |           |           |   |        |       |        |       |
|  | 2       | Suécia    | 6       |   |   |           |           |           |   |        | 1     | Suécia | 8     |
|  |         |           |         |   | 1 | Escócia   | 3         |           | 4 | Canadá | 6     |        |       |
|  |         | 4         | Canadá  | 6 |   |           |           |           |   |        |       |        |       |
|  | 3       | Dinamarca | 6       |   |   |           |           |           |   |        |       |        |       |
|  | 4       | Canadá    | 8       |   |   |           |           |           |   |        |       |        |       |

|  | Decisão do 3º lugar |           |   |
|  |                     |           |   |
|  | 1                   | Escócia   | 7 |
|  | 3                   | Dinamarca | 6 |

### 1º contra 2º
5 de abril, 19h00
| Pista B | LSFE    | 1 | 2 | 3 | 4 | 5 | 6 | 7 | 8 | 9 | 10 | Final |
| ------- | ------- | - | - | - | - | - | - | - | - | - | -- | ----- |
| Escócia | Martelo | 1 | 0 | 1 | 0 | 0 | 1 | 0 | 1 | 1 | 0  | 5     |
| Suécia  |         | 0 | 2 | 0 | 0 | 1 | 0 | 2 | 0 | 0 | 1  | 6     |

### 3º contra 4º
6 de abril, 11h00
| Pista B   | LSFE    | 1 | 2 | 3 | 4 | 5 | 6 | 7 | 8 | 9 | 10 | Final |
| --------- | ------- | - | - | - | - | - | - | - | - | - | -- | ----- |
| Dinamarca | Martelo | 1 | 0 | 2 | 0 | 0 | 0 | 1 | 0 | 2 | 0  | 6     |
| Canadá    |         | 0 | 2 | 0 | 0 | 0 | 2 | 0 | 2 | 0 | 2  | 8     |

### Semifinal
6 de abril, 16h00
| Pista B | LSFE    | 1 | 2 | 3 | 4 | 5 | 6 | 7 | 8 | 9 | 10 | Final |
| ------- | ------- | - | - | - | - | - | - | - | - | - | -- | ----- |
| Escócia | Martelo | 1 | 0 | 0 | 0 | 1 | 0 | 0 | 0 | 1 | X  | 3     |
| Canadá  |         | 0 | 0 | 0 | 2 | 0 | 3 | 0 | 1 | 0 | X  | 6     |

### Decisão do terceiro lugar
7 de abril, 11h00
| Pista B   | LSFE    | 1 | 2 | 3 | 4 | 5 | 6 | 7 | 8 | 9 | 10 | Final |
| --------- | ------- | - | - | - | - | - | - | - | - | - | -- | ----- |
| Escócia   | Martelo | 2 | 0 | 0 | 0 | 0 | 2 | 0 | 3 | 0 | 0  | 7     |
| Dinamarca |         | 0 | 0 | 0 | 0 | 2 | 0 | 2 | 0 | 2 | 0  | 6     |

### Final
7 de abril, 16h00
| Pista B | LSFE    | 1 | 2 | 3 | 4 | 5 | 6 | 7 | 8 | 9 | 10 | Final |
| ------- | ------- | - | - | - | - | - | - | - | - | - | -- | ----- |
| Suécia  | Martelo | 2 | 0 | 2 | 0 | 1 | 1 | 0 | 2 | 0 | X  | 8     |
| Canadá  |         | 0 | 1 | 0 | 2 | 0 | 0 | 1 | 0 | 2 | X  | 6     |

## Premiação
| Campeonato Mundial Masculino de Curling de 2013 |
| Suécia                                          |
| ----------------------------------------------- |
| SUÉCIA Campeão (6º título)                      |